# 保大泉
保大泉，又称还阳泉、南唐义井，是南唐保大三年（945年）清凉寺僧人广惠建造的一口井，位于南京清凉山公园崇正书院内。外径1米，井深13.2米。井栏原有碑文“大唐保大三载岁在乙巳”等一百字，但后来损毁严重。1916年古物保存所成立后，凿制了新的井栏，镌刻“唐保大三年立，南唐义井，古物保存所”。清凉寺僧常饮井水，须发不白，故称“还阳泉”，化验结果表明是因为井水中含有较多锶。1982年疏浚时，新建六角两层还阳井亭。2023年9月入选南京市文物保护单位。